# See You Again (песня Уиза Халифы)
«See You Again» (рус. Снова увижу тебя) — песня американского хип-хоп-исполнителя Уиза Халифы, записанная совместно с Чарли Путом. Она была записана для саундтрека к фильму «Форсаж 7», как дань памяти Полу Уокеру, так и не успевшему закончить съёмки в фильме. Последние 4 сцены в фильме его заменил его младший брат Коди Уокер, с которым они были очень похожи внешне, несмотря на разницу в возрасте. «See You Again» была написана в память о Поле Уокере, который трагически погиб в автокатастрофе 30 ноября 2013 года. Песня вышла 17 марта 2015 года в США как первый сингл из саундтрека к фильму. Позднее он был включён в качестве бонус-трека в международный релиз дебютного альбома Чарли Nine Track Mind (2016).
«See You Again» стал самым успешным синглом для обоих артистов на сегодняшний день. Он провел в общей сложности 12 недель на вершине американского чарта  песен Billboard Hot 100, разделив второе место с «Lose Yourself» Эминема по продолжительности пребывания на первом месте в рэп-чарте страны после «Old Town Road» Lil Nas X, и возглавлял UK Singles Chart две недели подряд.. Также песня достигла первого места в нескольких других странах, включая Австралию, Австрию, Канаду, Германию, Ирландию, Новую Зеландию и Швейцарию. «See You Again» установил несколько новых рекордов: по количеству прослушиваний за один день на Spotify в Соединенных Штатах (пока его не превзошла песня One Direction «Drag Me Down»), по количеству прослушиваний за одну неделю по всему миру, а также по количеству прослушиваний за одну неделю в Великобритании.
Клип был самым просматриваемым видео на YouTube с 10 июля по 4 августа 2017 года. «See You Again» получила три номинации на 58-й церемонии премии «Грэмми»: Лучшая песня года, Лучшее поп-исполнение дуэтом или группой и Лучшая песня, написанная ждя визуальных медиа. Песня также вошла в шорт-лист премии BBC Music Awards в номинации «Песня года» и была номинирована на премию «Золотой глобус» в категории «Лучшая оригинальная песня».
«See You Again» стала самой продаваемой песней 2015 года по всему миру, с общим объемом продаж и прослушиваний в эквиваленте треков 20,9 миллионов единиц по данным IFPI. Она получила бриллиантовый сертификат RIAA.

## История
«See You Again» была написана DJ Frank E, Чарли Путом, Уизом Халифой и Andrew Cedar. Продюсерами сингла выступили DJ Frank E, Чарли Пут и Andrew Cedar. К DJ Frank E и Чарли Путу обратилось их издательство, Artist Publishing Group, с предложением создать песню для саундтрека к фильму «Форсаж 7», которая должна быть посвящена Полу Уокеру. Президент их компании, Ben Maddahi подготовил новую студию в Лос-Анджелесе для DJ Frank E и Чарли Пута.
При работе над песней, Чарли вложил свои эмоции от потери своего друга, который также разбился в автокатастрофе. Работа DJ Frank E и Чарли Пута была хорошо оценена на встрече с продюсерами фильма «Форсаж 7». К команде над работой «See You Again» был подключен рэпер Уиз Халифа, который к голосу Чарли и мелодии фортепьяно написал стихи. В результате, песня прошла обширный процесс доработки во время производства. Чарли Пут полагал, что его вокал был выбран из-за его эмоционального переживания, схожего с текстом песни.
Песня была выбрана для проигрывания в конце фильма.

## Коммерческий успех

### Северная Америка
В США «See You Again» дебютировал в Billboard Hot 100 и Hot R&B/Hip-Hop Songs 19 марта 2015 на 100 и 29 позиции соответственно, с продажами в первую неделю 25 000 копий. 18 апреля 2015 года песня поднялась с 84 на 10 место в чарте Billboard Hot 100, с продажами в 168 000 копий, что являлось самым большим подъёмом в лучшую десятку, после песни Roar Кэти Перри (2013). На пятой неделе в чарте было продано 464 000 копий сингла, что помогло «See You Again» подняться на первое место. Это была вторая песня № 1 в этом чарте для Уиза Халифы ранее Black and Yellow поднималось в 2011 году на вершину чарта. В общей сложности, песня продержалась 12 недель на первом месте. Это одна из 33 песен, которым удавалось продержаться на вершине чарта Billboard Hot 100 хотя бы 10 недель. Также «See You Again» возглавлял в течение 14 недель Hot R&B/Hip-Hop Songs и Hot Rap Songs чарты. По состоянию на август 2015 года было продано 3 424 000 копий сингла.

### Европа
«See You Again» дебютировал с 22 позиции в UK Singles Chart 12 апреля 2015 года, но уже на следующей неделе песня поднялась на первое место с продажами 193 000 копий, став самой быстро распродаваемой песней в Великобритании в этом году. Это второй хит № 1 в UK Singles Chart для Уиза Халифы, после Payphone, записанной совместно с Maroon 5. Песня продержалась 2 недели на первом месте, разойдясь тиражом 142 000 копий во вторую неделю лидерства. Omi с песней «Cheerleader» потеснил «See You Again» с первого места в чарте, продав примерно на 1 000 копий сингла больше, чем Уиз Халифа.

## Живые выступления
Уиз Халифа и Чарли Пут выступили с песней «See You Again» на The Tonight Show Starring Jimmy Fallon в марте 2015 и на Saturday Night Live в мае 2015. Вин Дизель исполнил песню на MTV Movie Awards 2015, посвятив её Полу Уокеру. Также Уиз Халифа и Чарли Пут выступили с песней на The Ellen DeGeneres Show в апреле 2015. Во время совместного турне с Fall Out Boy, Уиз Халифа исполнял песню «See You Again» без Чарли Пута. В 8 сезоне проекта The Voice Уиз Халифа исполнил песню совместно с Крисом Джеймисоном, исполнившего партию Чарли Пута.

## Музыкальное видео
Режиссёром видео к песне «See You Again» стал Marc Klasfeld. Клип был загружен на YouTube 7 апреля 2015 года. По числу просмотров (5,8 млрд по состоянию на апрель 2023 года) занимает шестое место на данном сайте, а по количеству лайков - второе место (более 40 млн)
Видео получило две номинации на премию MTV VMA 2015 в категориях Лучшая совместная работа и Лучшее хип-хоп видео, но ни в одной из них не победило.

## Награды и номинации
| Год  | Премия                          | Категория                           | Результат |
| ---- | ------------------------------- | ----------------------------------- | --------- |
| 2015 | Teen Choice Awards              | Choice R&B/Hip-Hop Song             | Победа    |
| 2015 | Teen Choice Awards              | Choice Collaboration                | Номинация |
| 2015 | Teen Choice Awards              | Choice Song from a Movie or TV Show | Победа    |
| 2015 | American Music Awards           | Song of the Year                    | Номинация |
| 2015 | American Music Awards           | Collaboration of the Year           | Номинация |
| 2015 | Hollywood Music in Media Awards | Song – Feature Film                 | Победа    |
| 2015 | MTV Video Music Awards          | Best Hip-Hop Video                  | Номинация |
| 2015 | MTV Video Music Awards          | Best Collaboration                  | Номинация |
| 2015 | Hollywood Film Awards           | Hollywood Song Award                | Победа    |
| 2015 | BBC Music Awards                | Song of the Year                    | Номинация |
| 2016 | Грэмми                          | Song of the Year                    | Номинация |
| 2016 | Грэмми                          | Best Pop Duo/Group Performance      | Номинация |
| 2016 | Грэмми                          | Best Song Written for Visual Media  | Номинация |
| 2016 | Critics’ Choice Movie Awards    | Best Song                           | Победа    |
| 2016 | Золотой глобус                  | Best Original Song                  | Номинация |
| 2016 | Kids’ Choice Awards             | Favorite Collaboration              | Победа    |
| 2016 | Black Reel Awards               | Best Original or Adapted Song       | Победа    |
| 2016 | iHeartRadio Music Awards        | Best Lyrics                         | Номинация |
| 2016 | iHeartRadio Music Awards        | Best Collaboration                  | Номинация |
| 2016 | iHeartRadio Music Awards        | Best Song from a Movie              | Номинация |
| 2016 | ASCAP Pop Music Awards          | Most Performed Songs                | Победа    |

## Позиции в чартах
| Чарт (2015)                                          | Высшая позиция |
| ---------------------------------------------------- | -------------- |
| Австралия (ARIA)                                     | 1              |
| Австрия (Ö3 Austria Top 40)                          | 1              |
| Бельгия/Фландрия (Ultratop 50)                       | 1              |
| Бельгия/Валлония (Ultratop 50)                       | 2              |
| Канада (Billboard Canadian Hot 100)                  | 1              |
| Канада (Billboard CHR/Top 40)                        | 1              |
| Канада (Billboard Hot AC)                            | 5              |
| (ARC 100)                                            | 3              |
| Чехия (Rádio — Top 100)                              | 2              |
| Дания (Tracklisten)                                  | 1              |
| Финляндия (Suomen virallinen lista)                  | 1              |
| Франция (SNEP)                                       | 2              |
| Германия (GfK)                                       | 1              |
| Венгрия (Rádiós Top 40)                              | 4              |
| Венгрия (Single Top 40)                              | 1              |
| Ирландия (IRMA)                                      | 1              |
| Израиль (Media Forest)                               | 1              |
| Италия (FIMI)                                        | 1              |
| Япония (Billboard Japan Hot 100)                     | 7              |
| Люксембург (Billboard Luxembourg Digital Song Sales) | 1              |
| Нидерланды (Dutch Top 40)                            | 3              |
| Новая Зеландия (Recorded Music NZ)                   | 1              |
| Норвегия (VG-lista)                                  | 1              |
| Польша (Polish Airplay Top 100)                      | 4              |
| Португалия (Billboard Portugal Digital Song Sales)   | 1              |
| Шотландия (OCC Scotland)                             | 1              |
| Словакия (Singles Digitál Top 100)                   | 1              |
| Словакия (Rádio — Top 100)                           | 5              |
| Испания (PROMUSICAE)                                 | 4              |
| Швеция (Sverigetopplistan)                           | 1              |
| Швейцария (Schweizer Hitparade)                      | 1              |
| Великобритания (OCC UK Singles)                      | 1              |
| Великобритания (OCC UK Singles Downloads)            | 1              |
| Великобритания (OCC UK Hip Hop/R&B)                  | 1              |
| США (Billboard Hot 100)                              | 1              |
| США (Billboard Adult Contemporary)                   | 13             |
| США (Billboard Adult Pop Airplay)                    | 2              |
| США (Billboard Dance/Mix Show Airplay)               | 3              |
| США (Billboard Hot R&B/Hip-Hop Songs)                | 1              |
| США (Billboard Rhythmic)                             | 1              |

| Чарт (2015)                          | Позиция |
| ------------------------------------ | ------- |
| Australia (ARIA)                     | 3       |
| Australia Urban (ARIA)               | 2       |
| Austria (Ö3 Austria Top 40)          | 6       |
| Belgium (Ultratop Flanders)          | 9       |
| Belgium (Ultratop Wallonia)          | 20      |
| Canada (Canadian Hot 100)            | 4       |
| Denmark (Tracklisten)                | 4       |
| Germany (Official German Charts)     | 9       |
| Israel (Media Forest)                | 11      |
| Italy (FIMI)                         | 8       |
| Japan (Japan Hot 100)                | 19      |
| New Zealand (Recorded Music NZ)      | 3       |
| Slovenia (SloTop50)                  | 36      |
| Spain (PROMUSICAE)                   | 16      |
| Sweden (Sverigetopplistan)           | 4       |
| Switzerland (Schweizer Hitparade)    | 5       |
| UK Singles (Official Charts Company) | 5       |
| US Billboard Hot 100                 | 3       |
| US Hot R&B/Hip-Hop Songs             | 1       |

| Чарт (2016)               | Позиция |
| ------------------------- | ------- |
| Australia Urban (ARIA)    | 22      |
| Brazil (Brasil Hot 100)   | 11      |
| Canada (Canadian Hot 100) | 83      |
| Japan (Japan Hot 100)     | 59      |
| US Billboard Hot 100      | 99      |

## Сертификации
| Регион | Сертификация   | Продажи     |
| --- | -------------- | ----------- |
| Австралия (ARIA) | 7× Платиновый  | 490 000     |
| Австрия (IFPI Austria) | 2× Платиновый  | 60 000      |
| Бельгия (BEA) | 2× Платиновый  | 40 000      |
| Канада (Music Canada) | Бриллиантовый  | 800 000     |
| Дания (IFPI Danmark) | 3× Платиновый  | 180 000^    |
| Франция (SNEP) | Золотой        | 75 000*     |
| Германия (BVMI) | Бриллиантовый  | 1 000 000   |
| Италия (FIMI) | 5× Платиновый  | 250 000     |
| Япония (RIAJ) | Платиновый     | 250 000*    |
| Мексика (AMPROFON) | Платиновый     | 60 000*     |
| Нидерланды (NVPI) | Платиновый     | 30 000      |
| Новая Зеландия (RMNZ) | 5× Платиновый  | 150 000     |
| Норвегия (IFPI Norway) | 5× Платиновый  | 200 000     |
| Польша (ZPAV) | 4× Платиновый  | 200 000     |
| Португалия (AFP) | Платиновый     | 20 000      |
| Республика Корея | —              | 2,500,000   |
| Испания (PROMUSICAE) | 2× Платиновый  | 80 000      |
| Швеция (GLF) | 3× Платиновый  | 120 000     |
| Швейцария (IFPI Switzerland) | 2× Платиновый  | 60 000      |
| Великобритания (BPI) | 4× Платиновый  | 2 400 000   |
| США (RIAA) | 14× Платиновый | 14 000 000  |
| Стриминг |                |             |
| Япония (RIAJ) | Платиновый     | 100 000 000 |
| * Данные о продажах приведены только на основе сертификации. · ^ Данные о тиражах приведены только на основе сертификации. · Данные о продажах + прослушиваниях приведены только на основе сертификации. · Данные только о прослушиваниях приведены на основе сертификации. |                |             |